# Burramys
Burramys là một chi động vật có vú trong họ Burramyidae, bộ Hai răng cửa. Chi này được Broom miêu tả năm 1896. Loài điển hình của chi này là Burramys parvus Broom, 1896.

## Các loài
Chi này gồm các loài:
- †B. wakefieldi
- †B. tridactylus
- †B. brutyi
- B. parvus